# 桑園車站
桑園車站（日语：／ Sōen eki */?）是一由北海道旅客鐵道（JR北海道）所經營的鐵路車站，位於日本北海道札幌市中央區，是JR北海道函館本線與札沼線（學園都市線）的交會車站，屬於JR北海道本社（札幌總部）的直轄範圍，由JR北海道直接派駐人員營運。車站編號為S04。電報略號為。

## 簡介
桑園車站是函館本線的沿線車站與札沼線的起點車站，但行駛於札沼線上的列車實際上都會通過本站之後進入函館本線，駛抵札幌車站之後再行折返。
1988年改建的桑園採高架車站結構，配置有兩座島式月台共四條乘車線。站內各種相關設施包括綠窗口、自動售票機、自動補票機與Kiosk便利商店皆一應俱全。桑園車站是距離JR北海道本社大樓最近的車站，而除了JR北海道之外，JR貨物的北海道支設也將辦公室設於同一棟大樓之內。
本站的設置最早的起源，可以回溯到1907時在附近設立的札幌賽馬場。1908年為了配合競馬場的營業，因此在馬場附近設置了臨時車站北五條假乘降場（北五条仮乗降場）。1911年時，改成每年都會設置的臨時車站競馬場前假乘降場（競馬場前仮乗降場）。但直到1924年時才開始正式開辦客運專用、沒有貨運服務的桑園車站（桑園駅）。
由於是競馬場的主要交通玄關，近年來車站周邊地區也陸續建造了許多住宅大樓，使得車站的旅運量逐年增加。其2010年的每日平均旅運量約為9,000人，名列JR北海道所有車站中的第六位。

## 歷史

### JR北海道
- 1908年（明治41年）
  - 7月30日 - 國有鐵道琴似站至札幌站開設北五條假乘降場。只於8月5、6、15、16日營業。
  - 8月17日 - 北五條假乘降場廢除。
- 1909年（明治42年）
  - 8月25日 - 國有鐵道錢函車站至札幌站路段複線化。
  - 10月12日 - 按照國有鐵道制定鐵路名稱，函館車站至旭川車站路段稱為函館本線。
- 1911年（明治44年）之後 - 逢賽馬日設置賽馬場前簡易停車場。
- 1913年（大正2年）7月19日 - 函館本線琴似站至札幌站之間開設賽馬場前假乘降場。
- 1924年（大正13年）6月1日 - 函館本線琴似站至札幌站之間開設桑園站。處理乘客及行李服。同時廢除賽馬場前假乘降場。
- 1934年（昭和9年）11月20日 - 札沼南線本車站至石狩當別車站路段開始營運。
- 1935年（昭和10年）10月3日 - 石狩當別站至浦臼車站路段開始營運，札沼南線與札沼北線合併並改稱為札沼線[1]。
- 1940年（昭和15年）10月20日 - 開始貨物（盛載煤炭的貨車）處理業務。
- 1942年（昭和17年）6月 - 設置緊急用儲存木炭路軌。舖設北海道帝國大學區域內煤炭用路軌。
- 1949年（昭和24年）6月1日 - 本路線由日本國有鐵道（國鐵）繼承。
- 1950年（昭和25年）10月 - 桑園倉庫企業組合（後來的桑園倉庫株式會社）專用側線投入使用。
- 1956年（昭和31年）2月10日 - 札幌用品庫（材料中心）由札幌站前搬遷至本車站背後東側。設置專用線。
- 1958年（昭和33年） - 札幌拓殖倉庫株式會社專用側線投入使用。此外日本通運、札幌運通等倉庫亦於昭和30年代設置專用側線。
- 1959年（昭和34年）12月15日 - 函館本線（貨物支線）本車站至札幌市場駅（日语：札幌市場車站）路段開始營運。
- 1962年（昭和37年）6月27日 - 站房改建。同時遷移跨線橋。
- 1968年（昭和43年）8月28日 - 函館本線小樽站至瀧川車站正式電氣化（交流電20,000V、50Hz）。
- 1978年（昭和53年）10月2日 - 停止貨物處理。函館本線（貨物支線）本車站至札幌市場站路段廢除。
- 1985年（昭和60年）3月14日 - 停止行李處理。
- 1987年（昭和62年）4月1日 - 由於國鐵分割民營化，車站由JR北海道管理。
- 1988年（昭和63年）11月3日 - 函館本線琴似站至札幌站，以及札沼線本車站至八軒車站完成高架化，同時本車站成為高架車站。
- 1991年（平成3年）3月16日 - 札沼線的暱稱設定為「學園都市線」[1][2]。
- 1994年（平成6年）11月1日 - 函館本線本車站至札幌站之間增設札沼線（學園都市線）專用路軌，此路段三線化[2]。
- 1995年（平成7年）10月1日 - 新設立東側入口，並設置北海道首部傾倒型自動售票機，同時設置升降機。
- 1996年（平成8年）6月23日 - 八軒站成為高架車站，札沼線（學園都市線）本車站至八軒站路段高架化。
- 1998年（平成10年）10月24日 - 設置自動閘機。
- 2000年（平成12年） - 札沼線（學園都市線）本車站至石狩月形車站路段引入自動進路制御裝置（PRC）。
- 2007年（平成19年）10月1日 - 設定車站編號（S02）[3]。
- 2008年（平成20年）10月25日 - 開始使用智能車票「Kitaca」[4]。
- 2012年（平成24年）6月1日 - 札沼線（學園都市線）本車站至北海道醫療大學站正式電氣化（交流電20,000V、50Hz）[5][6]。
- 2016年（平成28年）3月31日 - 旅遊中心停止營業[7]。

### 札幌市電車
- 1929年（昭和4年）10月24日 - 隨札幌市電車桑園線開始營運，設置桑園站前停留場。
- 1960年（昭和35年）6月1日 - 札幌市電車桑園線廢線，桑園站前停留場同時廢站。

## 車站結構
2面4線月台的高架車站。1、2號月台為函館本線；3、4號月台為札沼線。社員配置站，設有綠窗口（營業時間5時30分 - 24時00分）、自動售票機、自動閘機、詢問處。JR北海道本社最近的車站，亦是同社首次試驗引入自動閘機的車站。
1994年11月1日，當本車站至札幌站之間增設札沼線專用路軌時，路軌由過去按方向分配改為按路線分配。除此之外，雖然當時札沼線仍未電氣化，但仍於其3號線安裝架空電纜，而此電纜直至札沼線於2012年6月1日正式電氣化後投入使用。此外，由於鐵路訊號機的設置，函館本線的下行線列車能夠駛入札沼線專用單線，而相反情況亦可以進行。
過去本車站只有西側入口，1995年由於市立札幌醫院遷移至當時車站附近的國鐵札幌材料中心遺址，由此新設置東側入口、升降機及電動扶梯。

### 月台配置
| 月台 | 路線                  | 方向 | 目的地                       |
| ---- | --------------------- | ---- | ---------------------------- |
| 1    | ■函館本線             | 上行 | 手稻、小樽方向               |
| 2    | ■函館本線             | 下行 | 札幌、岩見澤、新千歲機場方向 |
| 3    | ■札沼線（學園都市線） | 下行 | 愛之里教育大、當別方向       |
| 4    | ■札沼線（學園都市線） | 上行 | 札幌方向                     |

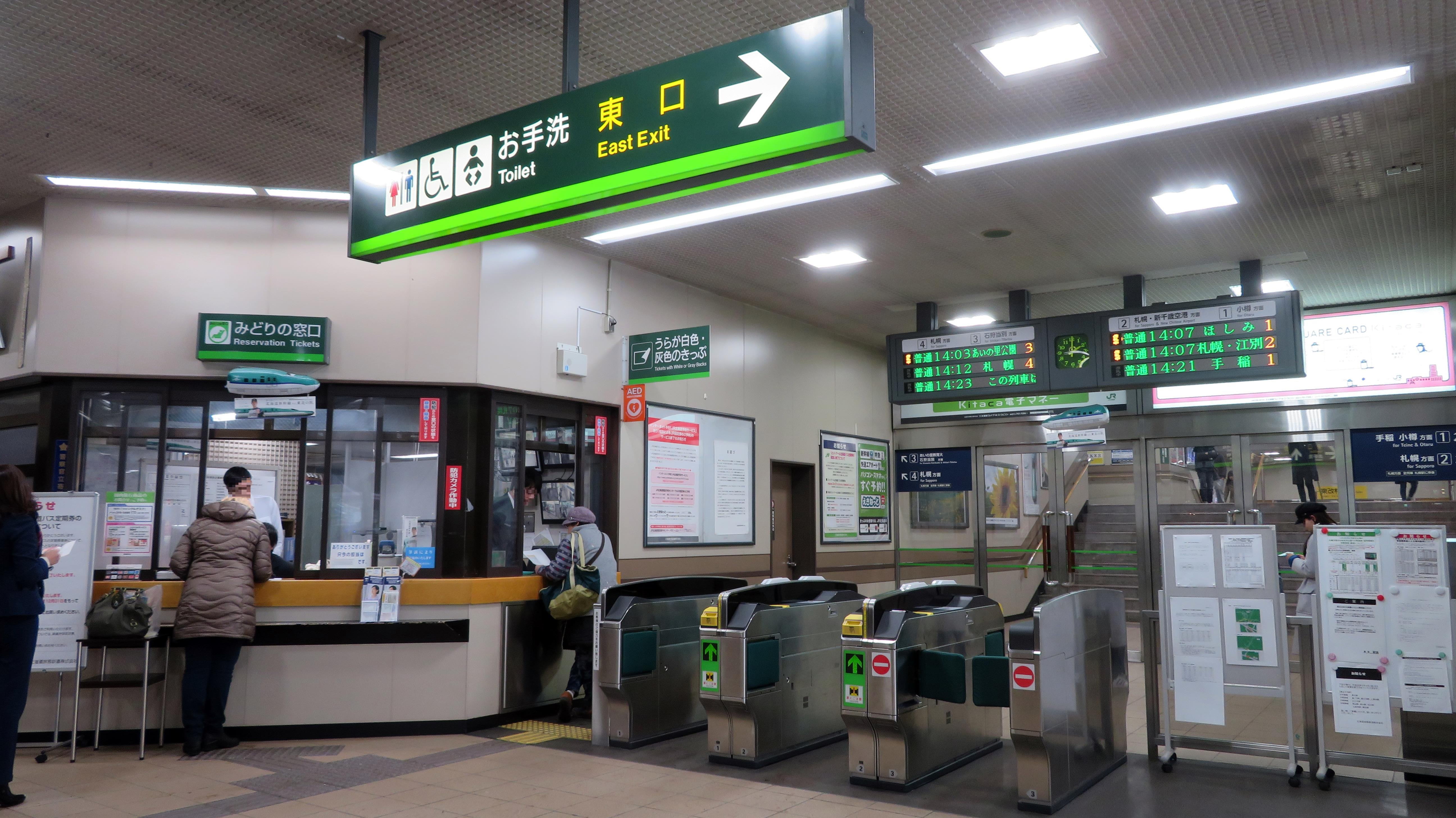
西側剪票口（2017年2月）
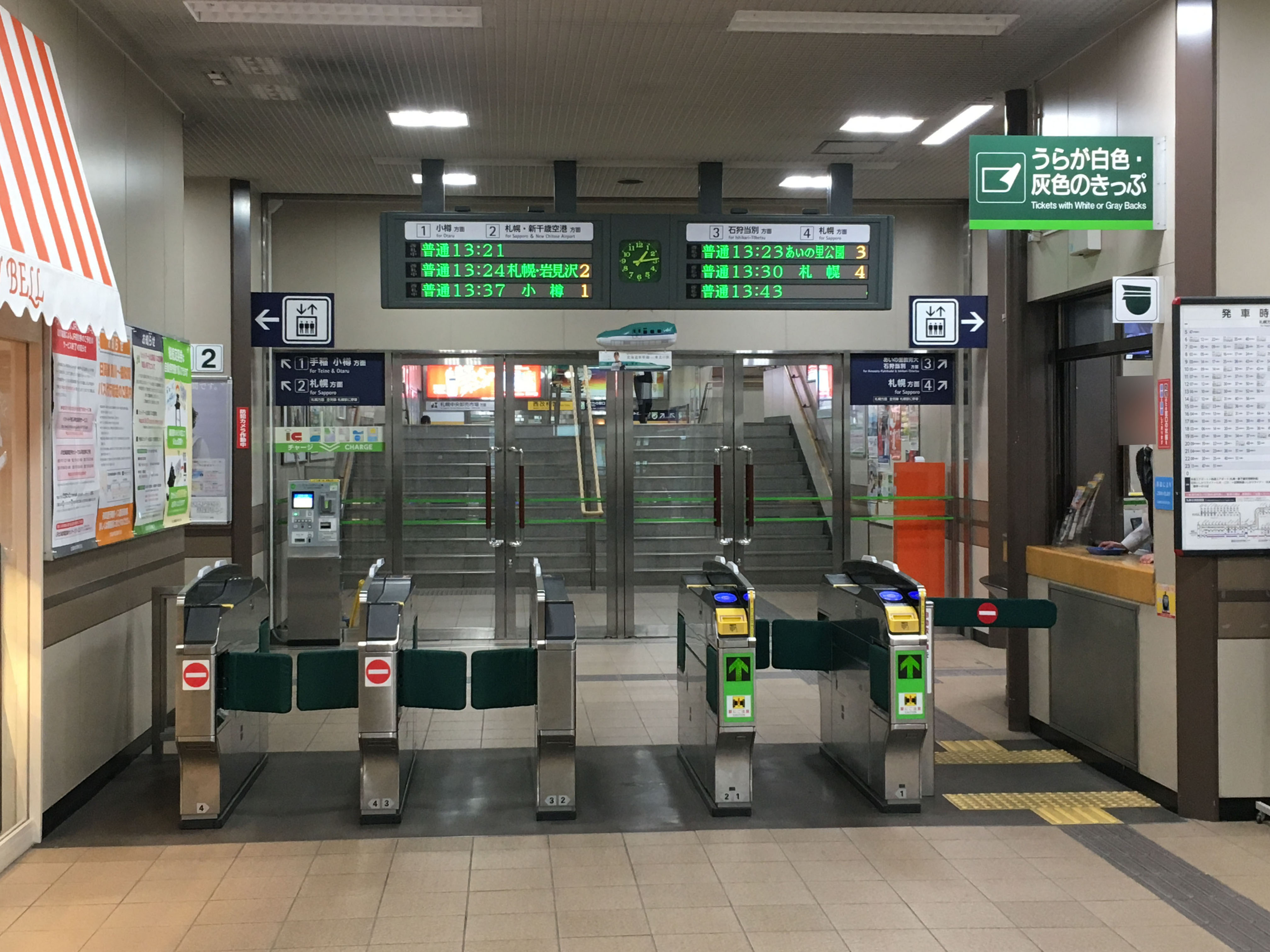
東側剪票口 （2017年5月）
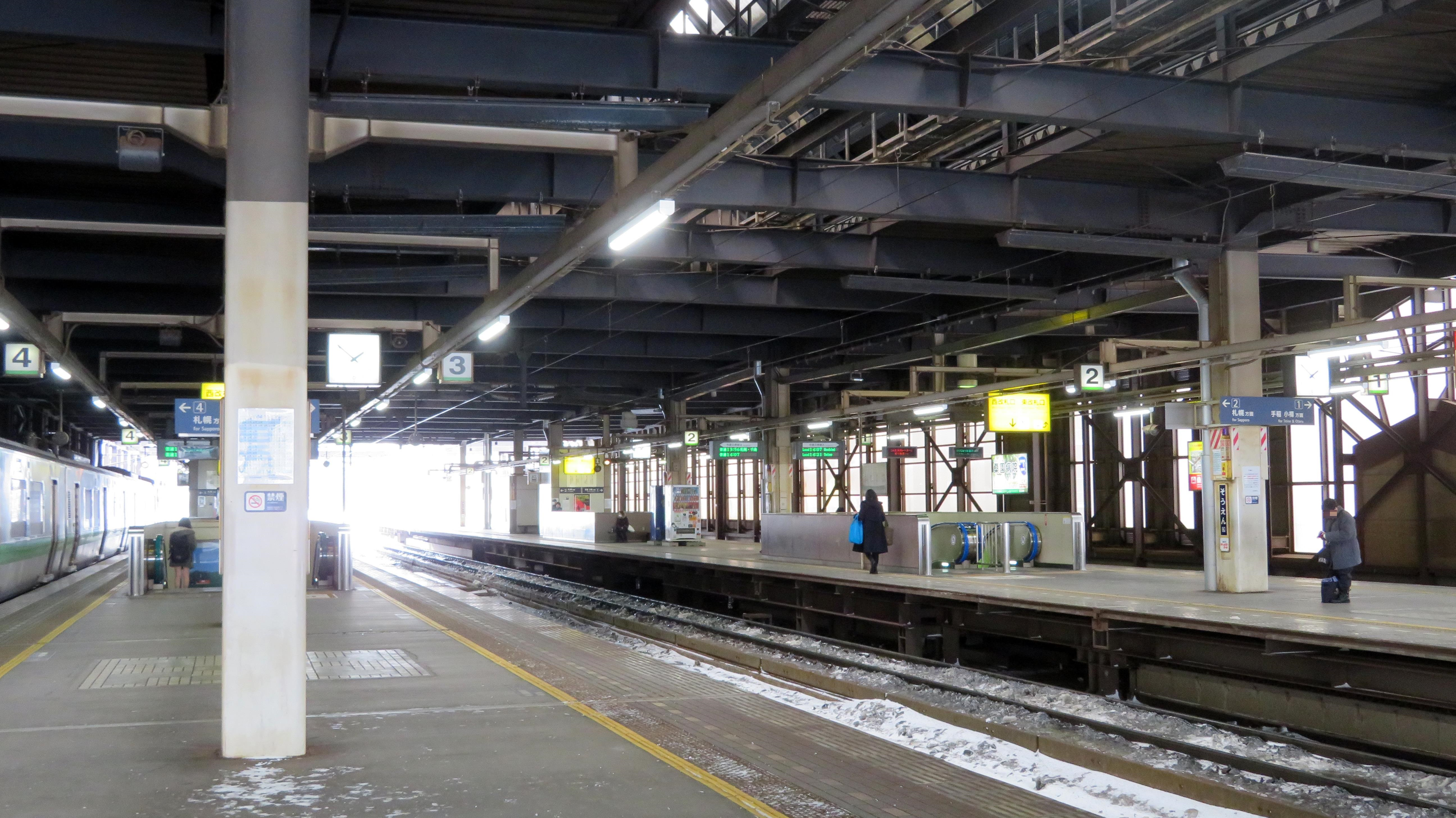
月台（2017年2月）
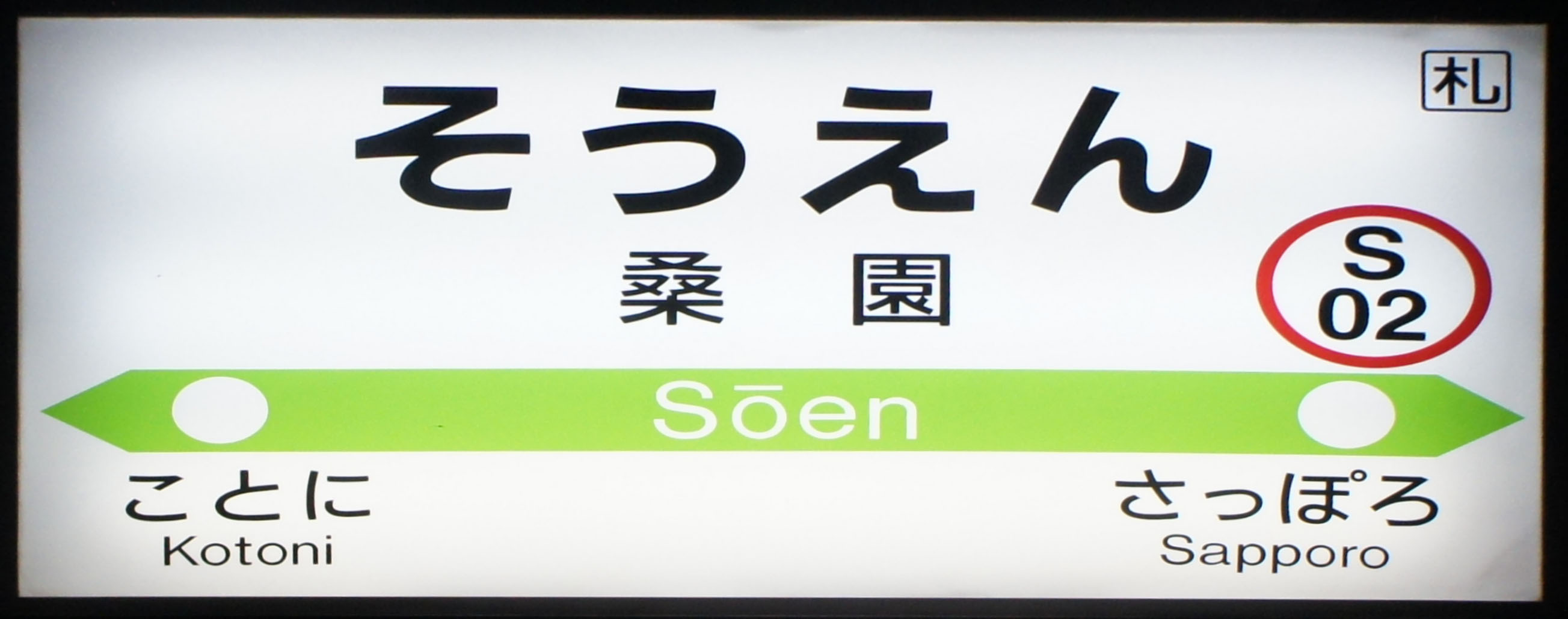
站名牌（1、2號線） （2017年5月）
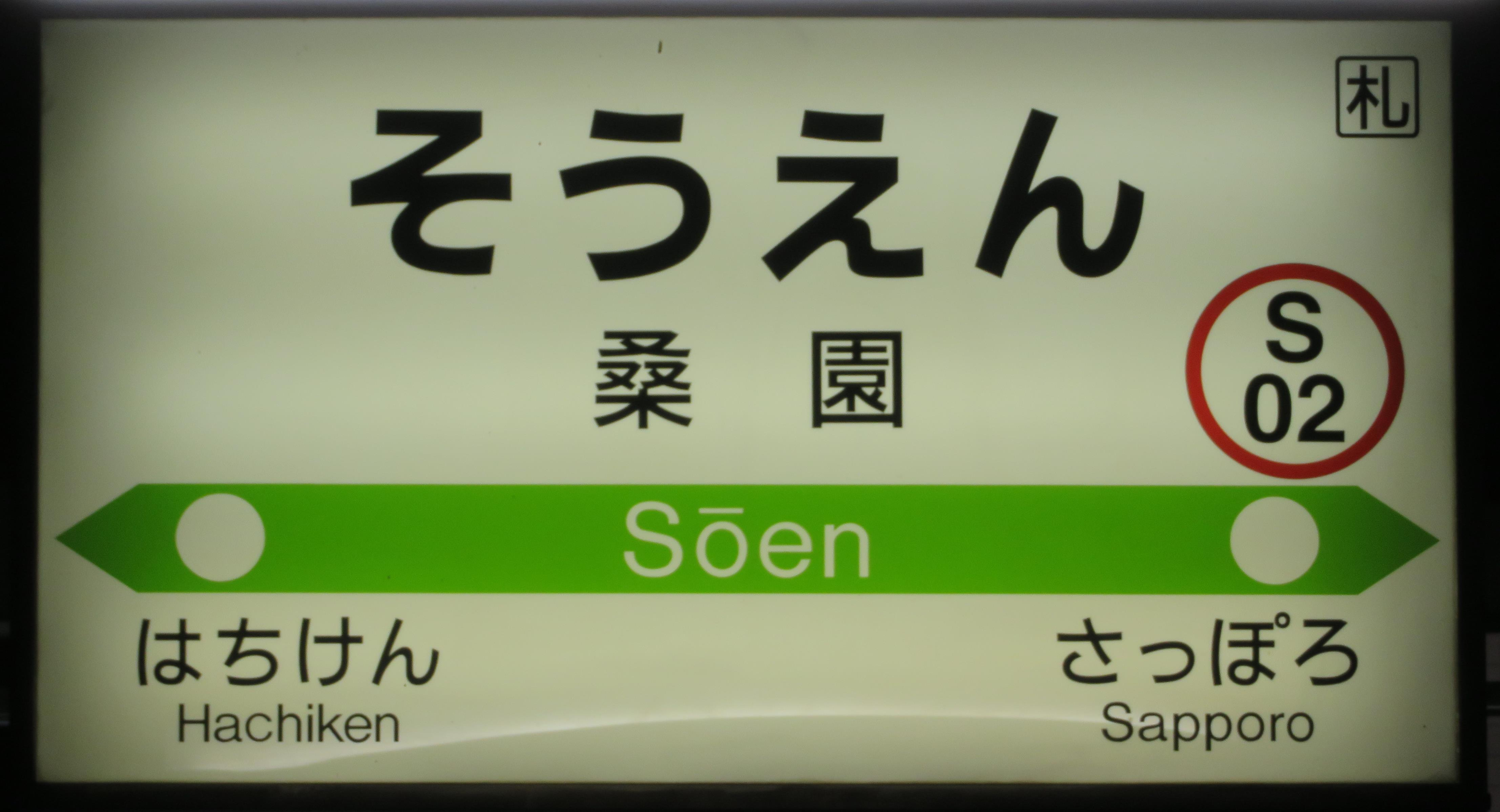
站名牌（3、4號線） （2017年2月）

## 載客量
| 載客量   | 載客量       |
| 年份     | 每天平均人次 |
| -------- | ------------ |
| 1970年） | 1,938        |
| 1975年   | 3,476        |
| 1980年   | 3,874        |
| 1985年   | 4,534        |
| 1990年   | 8,638        |
| 1995年   | 11,670       |
| 2000年   | 14,220       |
| 2001年   | 13,846       |
| 2002年   | 14,770       |
| 2003年   | 15,568       |
| 2004年   | 16,280       |
| 2005年   | 16,784       |
| 2006年   | 17,212       |
| 2007年   | 17,186       |
| 2008年   | 17,264       |
| 2009年   | 17,550       |
| 2010年   | 17,906       |
| 2011年   | 18,132       |
| 2012年   | 18,580       |
| 2013年   | 19,358       |
| 2014年   | 19,806       |
| 2015年   | 20,168       |

## 車站周邊
車站周邊過去主要是倉庫，1995年10月11日當市立札幌醫院由中央區北1條西9丁目遷移至本車站附近的中央區北11條西13丁目後，開始有大規模商業設施及高級公寓在附近發展，而市中心亦持續發展中。
亦是札幌賽馬場的鄰近車站，於賽馬日及場外投注日會於車站前提供免費接駁巴士。此外，車站旁為JR北海道的總部，而日本貨物鐵道（JR貨物）北海道分社亦在此建築物內。

### JR相關企業
- 北海道旅客鐵道（JR北海道）總部
- 札新開發株式會社 （页面存档备份，存于）
- 日本貨物鐵道（JR貨物）北海道分社

### 其他企業
- 中央區桑園城市規劃中心
- 中央警察署桑園西交番
- 札幌桑園站前郵局
- 北海信用金庫中央市場分店
- 北洋銀行桑園分店
- 北海道銀行中央市場分店、桑園分店
- 札幌市農業協同組合（JA札幌）總店
- 市立札幌醫院
- 札幌賽馬場
- 札幌市中央批發市場
- 札幌市中央批發市場場外峭場
- AEON札幌桑園購物中心
- 北海道大學札幌校園
- 札幌市立大學
- 北之玉響桑園（北のたまゆら，天然溫泉）
- JR北海道巴士「桑園站」站牌
- JR北海道巴士、北海道中央巴士、JOTETSU「市立醫院前」站牌

## 相鄰車站
北海道旅客鐵道（JR北海道）
■函館本線
□Home Liner、■快速「機場」、「Niseko Liner」、■區間快速（札幌－手稻間快速）「石狩Liner」
通過
■普通（包含所有在札幌車站以東路段又改為快速或區間快速的列車）
琴似（S03）－桑園（S02）－札幌（01）
■札沼線（學園都市線、但札幌站－此站之間為函館本線）
札幌（01）－桑園（S02）－八軒（G03）

### 曾經存在的路線
日本國有鐵道（國鐵）
函館本線（貨物支線）
桑園－札幌市場
札幌市電車
桑園線
桑園市場前－桑園站前